# Roman Heart

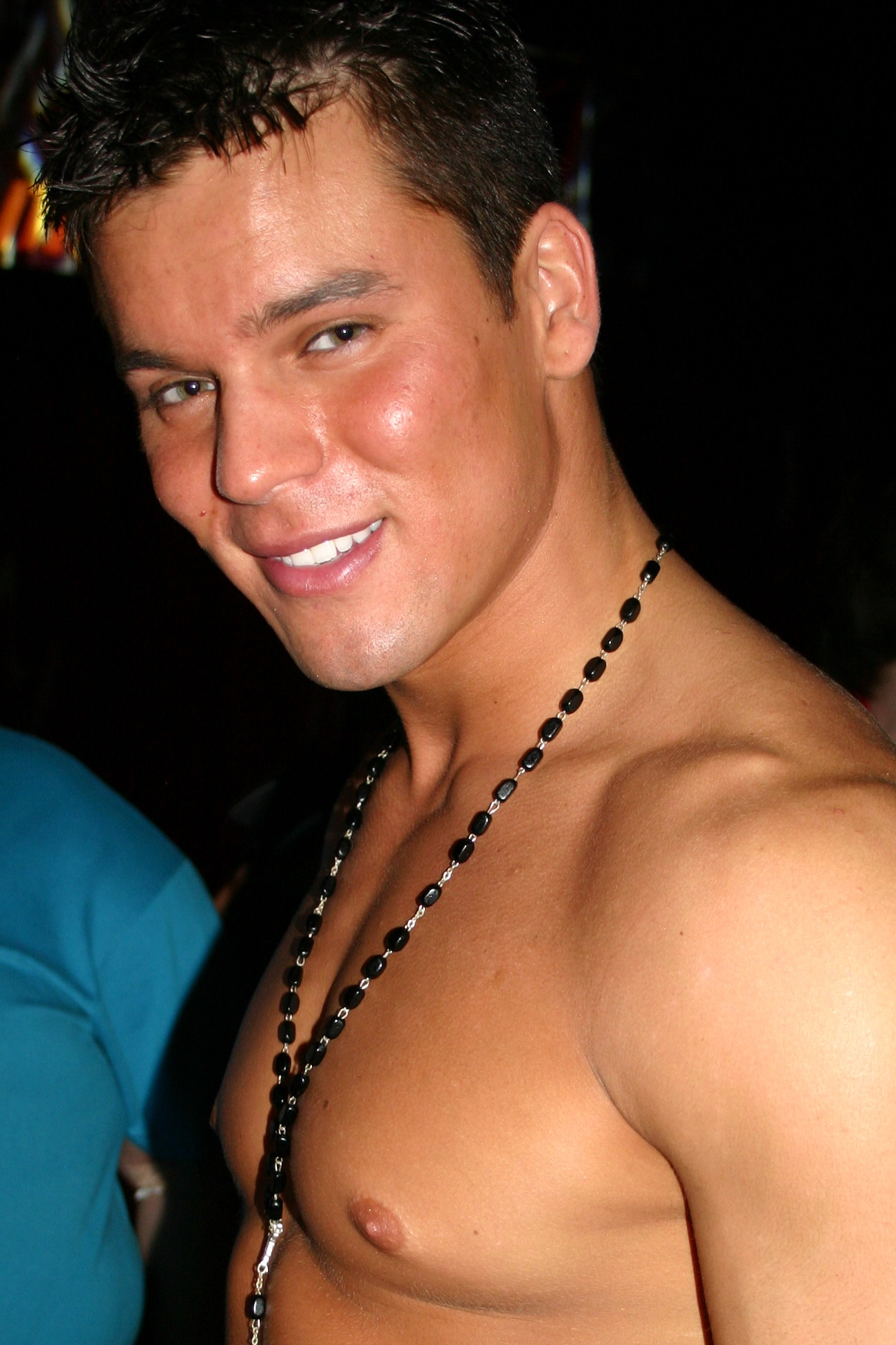
Roman Heart

Roman Heart (* 11. April 1986; auch Linc Madison, bürgerlich Garrett Rubalcaba; † 2019) war ein US-amerikanischer Darsteller schwuler Pornografie, meist in der Rolle als Bottom.
Seinen ersten Auftritt machte er 2004 unter dem Namen Linc Madison für den Pornofilm Flesh. Im Folgenden erhielt er einen Exklusivvertrag mit dem Studio Falcon Entertainment und erschien auf dem Cover der Big-Budget-Produktion Cross Country von Chris Steele. Im Juli 2005 erschien er auf dem Cover des Schwulenmagazins Freshmen und wurde 2006 auch zum Freshman of the Year gewählt. 2007 trat Roman Heart außerhalb der Falcon Studios für Ridgeline Films neben Jason Ridge in A Rising Star auf. 
Roman Heart war sieben Jahre in einer wechselhaften On-Off-Beziehung mit Benjamin Bradley. Während dieser Zeit kreierte das Paar 2009 einen Internetblog, in dem sie Einzelheiten aus ihrem Leben veröffentlichten, seit 2012 ist dieser jedoch nicht mehr existent.
Roman Heart lebte in West Hollywood, Kalifornien.

## Auszeichnungen
- 2005: Freshmen magazine – „Freshman of the Year“
- 2006: GayVN Award – „Best Newcomer“
- 2006: Grabby Award – „Best Newcomer“ (Gleichstand mit Jason Kingsley)